# Quận Bacon, Georgia
Quận Bacon là một quận trong tiểu bang Georgia, Hoa Kỳ. Quận lỵ đóng ở thành phố Alma 6. Theo điều tra dân số năm 2000 của Cục điều tra dân số Hoa Kỳ, quận có dân số 10.103 người 2. Ước tính dân số năm 2006 là 10.507 người.